# Virna Lisi
Virna Lisi, född 8 november 1936 i Ancona i Marche, död 18 december 2014 i Rom, var en italiensk skådespelare.

## Filmografi i urval
- 1962 – Eva
- 1965 – Hur man mördar sin fru
- 1967 – Arabella
- 1969 – Du är den ende
- 1969 – Santa Vittorias hemlighet
- 1994 – Drottning Margot
- 1996 – Gå dit hjärtat leder dig